# Blue Washington
Blue Washington (12 février 1898 – 15 septembre 1970) est un joueur de baseball et acteur américain né à Los Angeles, Californie, et mort à Lancaster (Californie).

## Filmographie partielle
- 1927 : Swope le cruel (The Blood Ship) de George B. Seitz
- 1929 : Black Magic de George B. Seitz
- 1931 : Kiki de Sam Taylor
- 1933 : King Kong, de Merian C. Cooper et Ernest B. Schoedsack
- 1939 : Autant en emporte le vent (Gone with the Wind), de Victor Fleming
- 1961 : L'Arnaqueur (The Hustler), de Robert Rossen